# 56 f.Kr.

## Händelser

### Efter plats

#### Romerska republiken
- Gnaeus Cornelius Lentulus Marcellinus och Lucius Marcius Philippus blir konsuler i Rom.
- Clodia anklagar sin förre älskare Marcus Caelius Rufus för att ha försökt förgifta henne. Rättegången slutar med att svaranden frias genom Ciceros Pro Caelio-tal. Efter detta nämns inte den tidigare så berömda Clodia.
- Julius Caesar besegrar veneterna i Bretagne; den mest avgörande händelsen är slaget i Morbihanbukten.

## Födda
- Publius Cornelius Tacitus, romersk historiker (född omkring detta år)

## Avlidna
- Lucullus, romersk konsul
- Tigranes den store, kung av Armenien